# Lufthansa Cargo
Lufthansa Cargo (anteriormente German Cargo) es una compañía de carga aérea y logística internacional que opera vuelos mundiales. Lufthansa Cargo además de ofrecer espacio de carga en sus aviones de transporte,  también lo ofrece en los más de trescientos aviones de pasajeros de Lufthansa, de la cual es filial. Su base de operaciones principal es el Aeropuerto de Fráncfort del Meno. La operación en el Aeropuerto de Leipzig/Halle, al este de Alemania, es para DHL, la compañía de transporte aéreo rápido de Alemania. 
Lufthansa Cargo mantiene su propio código ICAO y callsign, al contrario de muchas otras "divisiones de carga" de otras aerolíneas; y como aerolínea totalmente independiente, sin embargo, mantiene el código IATA (LH) de Lufthansa.

## Historia
La decisión fue tomada en julio de 1994 para crear la división de carga de Lufthansa. Fue la primera aerolínea de carga en compartir operaciones de carga y pasajeros. Estas operaciones fueron fusionadas con las de la "antigua" German Cargo Services Ltd. (resp. Lufthansa Cargo Airlines Ltd.), rebautizándola como Lufthansa Cargo AG (LCAG) en noviembre de 1994. Durante un pequeño periodo de tiempo LCAG fue la carguera intercontinental número uno pero fue sobrepasada por Korean Airlines Cargo y Air France/KLM Cargo.
Como LCAG es famosa por su espíritu innovador, han surgido otras filiales, que han formado "Lufthansa Cargo Group" que permite a LH Cargo ofrecer la red de destinos más grande y valorada del mundo.
En 2004, Lufthansa Cargo y DHL Express llegaron a un acuerdo para crear una nueva aerolínea de carga. La aerolínea AeroLogic fue fundada en septiembre de 2007 y planea operar 11 Boeing 777F en 2012. La aerolínea tiene su base en Leipzig.
Hoy en día, Lufthansa Cargo obtiene aproximadamente la mitad de sus ganancias en el área de Asia-Pacífico, y un cuarto con operaciones en América del Norte. 
Para conmemorar el evento de "100 años de Carga Aérea", la línea aérea pintó el carguero con el registro D-ALCC en un esquema de pintura especial en 2011, con fotos históricas de la operación de carga en el pasado.

## Destinos
Lufthansa Cargo opera vuelos a 39 destinos en 23 países.

## Flota

### Flota Actual
La flota de Lufthansa Cargo incluye los siguientes aviones, con una edad media de 8.19 años (en agosto de 2024).